# Géraud Duroc
Géraud Christophe Michel Duroc (Pont-à-Mousson, 25 ottobre 1772 – Markersdorf, 23 maggio 1813) è stato un militare francese, Gran Maresciallo di Palazzo e duca del Friuli.

## Biografia
Figlio di un ufficiale dell'esercito francese, fu un allievo della scuola militare di Chalons, divenendo ufficiale d'artiglieria. Ottenne il grado di sottotenente nel 1792, poi emigrò per un breve periodo in Germania, salvo fare ritorno in Francia già l'anno successivo e richiedere di essere nuovamente ammesso all'accademia militare.
Partecipò in seguito all'assedio di Tolone, venendo poi inviato nell'Armata d'Italia. Ottenne le promozioni a tenente e capitano tra il novembre 1793 e il novembre 1794. Inizialmente agli ordini del generale Andréossy, divenne in seguito aiutante di campo del generale Lespinasse. Lavorando a fianco di questo generale conobbe Marmont.
Nel settembre 1796 fu nominato da Napoleone Bonaparte come suo aiutante di campo durante la campagna d'Italia. Si distinse in più occasioni nel corso della guerra, in particolare presso il Brenta e a Gradisca. Divenuto confidente con Napoleone, lo seguì anche in Egitto: prese parte all'assedio di Giaffa, all'assedio di Acri e rimase seriamente ferito nella battaglia di Aboukir. Quattro degli altri sette aiutanti di campo di Napoleone non tornarono in Francia.
La sua devozione nei confronti di Napoleone fu presto ripagata: nel 1800 divenne generale di brigata e in seguito governatore del palazzo delle Tuileries. Dopo la battaglia di Marengo fu inviato nelle principali corti europee (Vienna, Copenhagen, San Pietroburgo e Stoccolma) per conto del primo console. Durante questo periodo il rapporto con Napoleone si fece ancora più stretto, al punto che, probabilmente, si poteva considerare il suo miglior amico. Inoltre, come maresciallo delle Tuileries, era responsabile della sua sicurezza personale, sia durante la sua permanenza in Francia sia durante i periodi di campagna militare.
Anche se non coprì mai incarichi di primo piano nell'esercito, la sua carriera militare fu comunque notevole. Ad Austerlitz, in assenza del generale Oudinot, fu temporaneamente a comando dei granatieri e l'anno seguente prese personalmente parte ad una serie di negoziazioni con Federico Guglielmo di Prussia nella creazione della Confederazione del Reno. Fu sempre egli ad essere inviato, dopo la battaglia di Friedland, a trattare la pace con i russi. Nel 1808 fu nominato duca del Friuli.

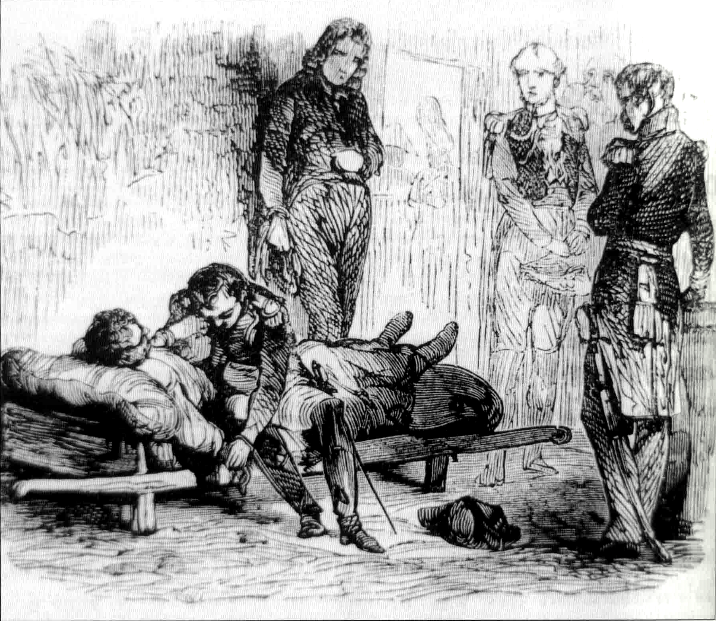
Morte di Duroc, incisione di Horace Vernet, 1813

Partecipò alla campagna di Russia, venendo nominato senatore dell'Impero dopo essere tornato in Francia. Nel 1813 partì alla volta della Germania, sempre accompagnando l'imperatore. Durante la battaglia di Bautzen, nel 1813, Duroc si trovava al seguito di Napoleone, occupato ad osservare l'azione in corso, quando una palla di cannone vagante rimbalzò su un albero nelle vicinanze e lo ferì mortalmente nel basso ventre. Nonostante la gravità della ferita Duroc non morì sul colpo e fu trasportato dalla Guardia imperiale nelle retrovie per ricevere assistenza medica. Morì dopo venticinque ore di agonia durante le quali ricevette anche la visita dell'imperatore Napoleone in persona. La sua morte lo segnò profondamente.
L'imperatore comprò la fattoria nella quale Duroc era spirato e fece costruire un monumento alla sua memoria. Duroc fu sepolto negli Invalides. Il suo nome venne poi inciso sull'Arco di Trionfo.

## Araldica
| Stemma | Descrizione                  | Blasonatura                                                                                                 |
| \| \|  | Géraud Duroc Duca del Friuli | Ornamenti esteriori da duca dell'impero francese, cavaliere di Gran Croce dell'Ordine della Legion d'onore. |
|        |                              | |